# 366P/Spacewatch
366P/Spacewatch è una cometa  periodica appartenente alla famiglia delle comete della fascia principale. La cometa è stata scoperta il 3 maggio 2005 ma è stata ritenuta un asteroide, solo dopo nove giorni, il 12 maggio 2005 ci si è resi conto che era una cometa. Poiché il suo periodo è di circa sei anni e mezzo la cometa è mal posizionata una volta su due per essere osservata per cui non è stato possibile osservarla durante il passaggio al perielio dell'inizio 2012, la sua riscoperta il 17 marzo 2018 ha permesso di numerarla.

## Orbita
Unica caratteristica dell'orbita di questa cometa è di avere una piccola MOID col pianeta Giove di sole 0,3409 U.A.: questo fatto porterà i due corpi celesti a sole 0,3987 U.A. di distanza il 26 agosto 2047. Incontri talmente ravvicinati faranno si che in futuro la cometa cambi drasticamente la sua attuale orbita.